# Skuggsja
Skuggsja (норв. «відображення») — норвезький неофолк/прогресив-блек-метал гурт, створений Ейнаром Селвіком (Wardruna) та Іваром Бйорнсоном (Enslaved).

## Історія
У 2014 році норвезька влада доручила Івару та Ейнару створити музичний твір в честь 200-річчя норвезької конституції. Ця постановка мала назву Skuggsja, що в перекладі означає «дзеркало» або «відображення». Ця назва не тільки контекстуалізує роль тяжкої музики у Норвегії, а також посилається на давню музичну історію країни та укріплює позицію в якості важливої культурної спадщини. Wardruna та Enslaved об'єнали свої сили на фестивалі Eidsivablot в Ейдсволлі, Норвегія.
Музику та тексти засновано на історії Норвегії, культурі та мові. Основною метою гурту була популяризація давньої культури у сучасній Норвегії. Пізніше з музичного твору розвинувся одноіменний гурт, а учасники вирішили продовжувати співпрацю.

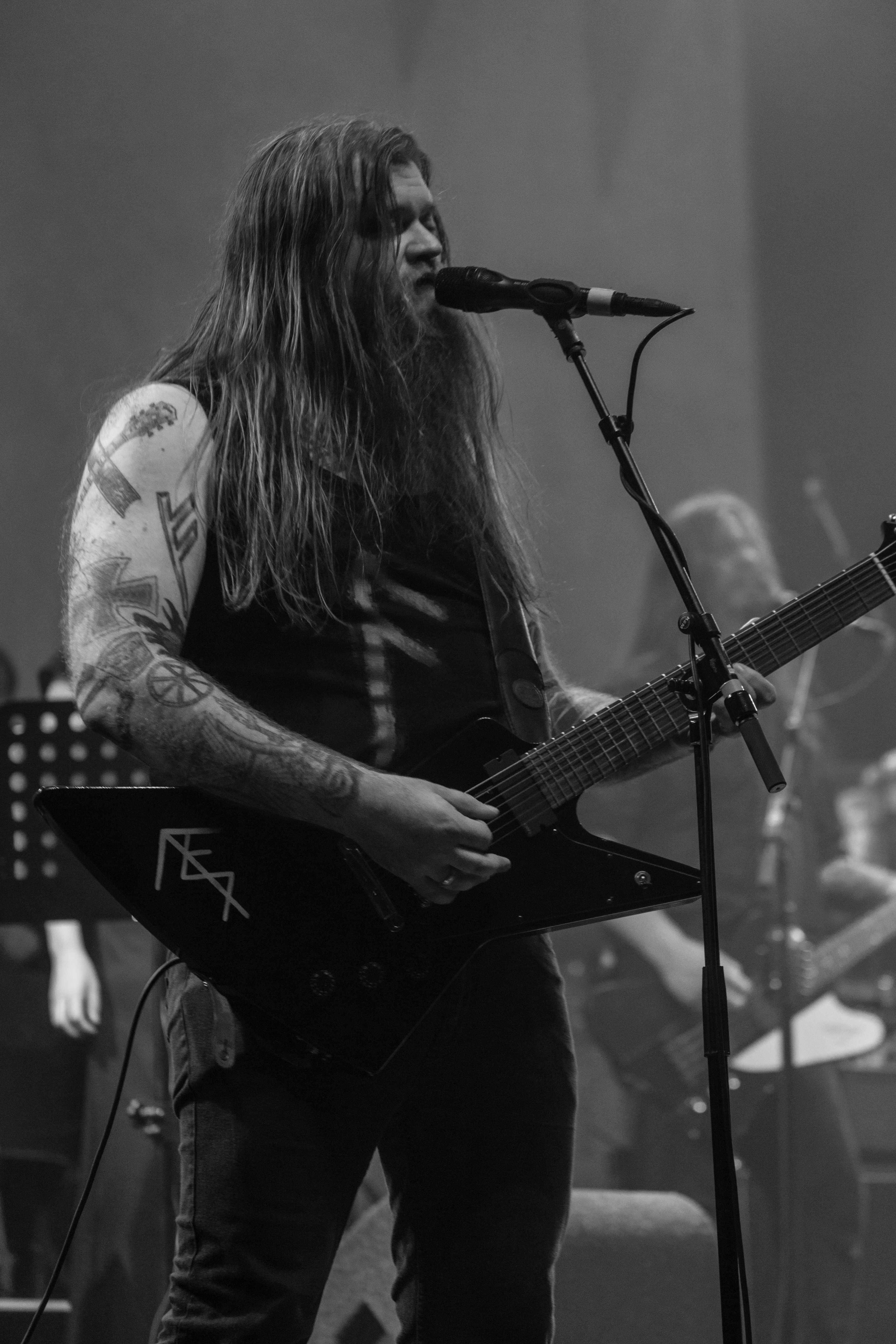
Івар Бйорнсон

Підкреслюючи ідеї, традиції і інструменти минулого, Skuggsjá розповідає історію країни з давніх часів по теперішній час. Музиканти розмірковують про себе як про народ і націю в цілому. У музичному плані використані традиційні інструменти Норвегії та Скандинавії, а також поезія на норвезькій і давньонорвезькій мовах. Skuggsjá — це злиття між минулим і сьогоденням як лірично, так і музично.
У 2015 році колектив бере участь у фестивалі Roadburn.
Бажання колективу популяризувати норвезьку культуру поза межами власної країни, надихнуло на створення альбому A Piece for Mind & Mirror, виданий у 2016 році на лейблі Season of Mist.
У альбомі використано традиційні інструменти Норвегії: ріг, тагльхарпу, ліру та інші. До запису альбому запрошено також і учасників Wardruna та Enslaved: Grutle Kjellson (Enslaved) розділив з фронтменами гурту та Lindy-Fay Hella (Wardruna) вокальні партії, Eilif Gundersen (Wardruna) — березова труба (неверлюр), Olav L. Mjelva (Wardruna) грав на фідлі, а Cato Bekkevold (Enslaved) — барабани.
На квітень 2018 року заплановано вихід другого альбому, сет-ліст якого вже відомий. Альбом названо Hugsjá, він містить 11 композицій, також зв'язаних ідеєю норвезької історії.

## Склад гурту

### Учасники
- Einar Selvik — вокал, тагльхарпа, ріг, кістяна флейта, перкусія та ін.
- Ivar Bjørnson — бас гітара, гітара, клавішні, вокал

### Запрошені музиканти
- Grutle Kjellson — вокал
- Lindy-Fay Hella — вокал
- Eilif Gundersen — неверлюр
- Olav L. Mjelva — фіддл
- Cato Bekkevold — ударні

## Дискографія
- A Piece for Mind & Mirror (2016) — Season of Mist